# Kattenmoeras
Kattenmoeras, originele titel: By the Bog of Cats, is een toneelstuk van de Ierse auteur Marina Carr. Het stuk werd in 1998 voor het eerst opgevoerd in Abbey Theatre te Dublin. Het stuk werd naar het Nederlands vertaald door Peter Nijmeijer.

## Verhaal
Hester Swane woont aan de rand van het Kattenmoeras met haar dochter Josie. Ze heeft een dode zwarte zwaan gevonden en wordt aangesproken door een duistere figuur die gekomen is "om haar te halen", maar realiseert zich dat hij te vroeg is en verdwijnt. De blinde "kattenvrouw" wijst op de profetie die gaat over het lot van de zwarte zwaan dat met Hester verbonden is. Buurvrouw Monica maant Hester aan om te aanvaarden dat haar ex-verloofde Carthage Kilbride binnen enkele uren gaat trouwen met Caroline Cassidy. Hester moet voor het einde van de dag haar huis verlaten, maar weigert: als kind werd ze om één of andere reden achtergelaten door haar moeder in het nest van de zwarte zwaan. Hester hoopt nog steeds dat haar moeder zal terugkeren naar het moeras. Hester krijgt achtereenvolgens bezoek van Caroline en Carthage, beiden in trouwkleding. Het gesprek met Caroline loopt in een dispuut waarin Hester blijft volhouden dat Carthage aan haar toebehoort. Carthage eist nogmaals dat Hester het huis verlaat daar hij de enige rechtmatige eigenaar is, al heeft hij de eigendom op slinkse wijze verkregen van Hester.
Hester krijgt bezoek van haar dode halfbroer Joseph die zich afvraagt waarom hij destijds werd vermoord. Hester verklaart dat zij hem de keel oversneed met een vismes. De reden is dat ze niet kon verkroppen dat Joseph wel opgroeide met hun moeder. Carthage hielp Hester met het lijk te dumpen in het moeras, heeft Joseph zijn geld gebruikt om er landgoed mee te kopen en heeft nadien Hester verlaten. In een psychotische toestand verstoort Hester het trouwfeest en draagt de trouwjurk die Carthage voor haar kocht toen ze verloofd waren. Ze is niet van plan het feest te verlaten, maar wordt alsnog weggestuurd.
Uit wraak steekt Hester haar huis en aanpalende veeboerderij in brand waardoor alle dieren omkomen. Carthage is nog meer van mening dat Hester krankzinnig is en wil Josie met zich meenemen. Hester is van mening dat ze niet langer in deze wereld kan blijven en zegt Josie dat ze naar een plek gaat waaruit ze niet kan terugkeren. Josie begrijpt de werkelijke toedracht niet, zegt dat ze bij haar moeder wil blijven en dat ze meereist naar die plek. Vervolgens snijdt Hester met het vismes de keel van Josie over. De mysterieuze figuur verschijnt en doet een dans met Hester terwijl zij met het vismes haar eigen hart uitsnijdt.

## Rolverdeling
- Hester Swan - die duidelijk psychische problemen en al dan niet waanideeën/beelden heeft - werd als kind door haar moeder Josie achtergelaten in het kattenmoeras in het nest van een zwarte zwaan. Volgens Hester moest ze verborgen blijven voor de nieuwe liefde van haar moeder. Ze is ook van mening dat Joseph Swane - die ze ooit vermoordde uit jaloezie - haar halfbroer is en dat Xavier Cassidy de vader is. Hester kan het niet verkroppen dat haar ex-verloofde Carthage nu gaat trouwen met de veel jongere Caroline. Volgens Hester is de voornaamste reden geldbejag. Hester moet haar woning verlaten tegen het einde van de dag, maar wil dat niet zolang haar moeder niet terugkeert. Door dit alles en een profetie pleegt ze zelfmoord.
- Carthage Kilbride is de ex-verloofde van Hester die nu gaat trouwen met Caroline omwille van hebzucht en geldbejag. Toen hij nog met Hester was, heeft zij hem geld gegeven om zijn sociale klasse op te waarderen want "hij was maar een zoon van een arbeider". Carthage is van mening dat Hester zichzelf niet meer in de hand heeft en wil hun dochter Josie met zich meenemen.
- Josie Kilbride is de dochter van Hester en Carthage en genoemd naar Hester's moeder. Ze is een levendig meisje dat tijd spendeert met haar moeder, vader en grootmoeder. Na het huwelijk van haar vader wil hij haar meenemen. Josie vertrouwt haar moeder toe dat ze bij haar wil blijven en zo sleurt Hester haar mee de dood in.
- Mrs Kilbride is de moeder van Carthage. Ze beschimpt Hester omwille van haar sociale status als "zigeunervrouw". Ze aanziet haar kleindochter Josie als een bastaardkind. Ze wil steeds in de belangstelling staan en aanziet haar op het bruidsfeest belangrijker dan het huwelijkskoppel.
- Monica Murray is een buurvrouw van Hester. Ze lijkt aardig, maar in werkelijkheid stookt ze Hester op om onder andere het huis zo snel mogelijk te verlaten zodat Carthage en Josie er kunnen wonen.
- De kattenvrouw is een mysterieuze, blinde persoon. Ze eet muizen en drinkt melk van een schoteltje. Ze lijkt over paranormale krachten te beschikking zoals het voorspellen van profeties en communiceren met geesten. Door dit alles wordt ze door de lokale bevolking steevast uitgenodigd op allerlei evenementen uit schrik dat zij hen zal vervloeken. Er zijn aanwijzingen dat ze een relatie heeft met priester Willow.
- Xavier Cassidy is de vader van Caroline en aanstaande schoonvader van Carthage. Hij heeft het huwelijk min of meer gearrangeerd zodat zijn dochter trouwt met een man die hij eenvoudig kan manipuleren. Hester is van mening dat Xavier de vader is van haar halfbroer Joseph.
- Caroline Cassidy is de dochter van Xavier die trouwt met Carthage. Ze is niet-assertief en volgt de bevelen van Xavier en Carthage zonder protest uit. Ze heeft wel medelijden met Hester omwille van het feit dat ze nu trouwt met haar ex-verloofde.
- Joseph Swane is de halfbroer van Hester, of dat wordt zo toch aangenomen. Volgens Hester is hij verwekt door Xavier. Hij vraagt zich af of zijn geld de werkelijke reden is waarom Hester hem vermoordde. Hester verklaart dat ze hem vermoordde uit jaloezie omwille van zijn band met hun moeder. Carthage hielp om zijn lijk te dumpen in het moeras en het is hij die het geld stal.
- Willow is de priester die het huwelijk van Caroline en Carthage voltrekt. Hij komt vergeetachtig en verward over en laat uitschijnen dat hij iets heeft met de "kattenvrouw".
- Ghost Fancier is een geest die twee keer verschijnt. In het begin van het stuk komt hij op, ziet dat Hester nog leeft en beseft dat hij te vroeg is gekomen. Hij verschijnt terug in de eindscène waarin Hester zelfmoord pleegt.
- Dunne is de ober op het trouwfeest

## Prijs
| Wedstrijd            | Categorie     | Ontvanger(s) | Resultaat | Ref.        |
| -------------------- | ------------- | ------------ | --------- | ----------- |
| Irish Times/ESB 1998 | Best New Play | Marina Carr  | Gewonnen  | [ 4 ] [ 5 ] |